# 11716 Amahartman
11716 Amahartman è un asteroide della fascia principale. Scoperto nel 1998, presenta un'orbita caratterizzata da un semiasse maggiore pari a 2,6371866 UA e da un'eccentricità di 0,1898168, inclinata di 2,98754° rispetto all'eclittica.